# George Richez
Pour les articles homonymes, voir Richez.
George Richez, né le 3 janvier 1878 à Somain et mort le 22 avril 1911 à Douai, est un mineur et un homme politique français.

## Biographie
George Richez naît au hameau de La Renaissance à Somain le 3 janvier 1878, il est le fils de Henri Richez, trente-huit ans, ouvrier mineur, et d'Élisa Augustine Griffon, ménagère de trente-neuf ans.
George Richez devient mineur, il entre dans les effectifs dans le Compagnie des mines d'Aniche le 3 février 1890 et y reste jusqu'en 1902. Il travaille ensuite pour la Compagnie des mines de l'Escarpelle. Il s'engage en politique au sein de la Section française de l'Internationale ouvrière (SFIO). À la suite des élections cantonales de juillet 1910, il devient conseiller général du Nord pour le canton de Marchiennes, succédant ainsi au conservateur Henri-Narcisse Dransart. Mais il meurt le 22 avril 1911 à la fosse no 5 des mines de l'Escarpelle au hameau de Dorignies à Douai, en même temps qu'un autre mineur, âgé lui de 28 ans : Gustave Gogniaux. De nouvelles élections sont organisées le 4 juin 1911et lors du second tour, qui a lieu le 11 juin, c'est Hippolyte Debève qui est élu, il a la même étiquette politique.

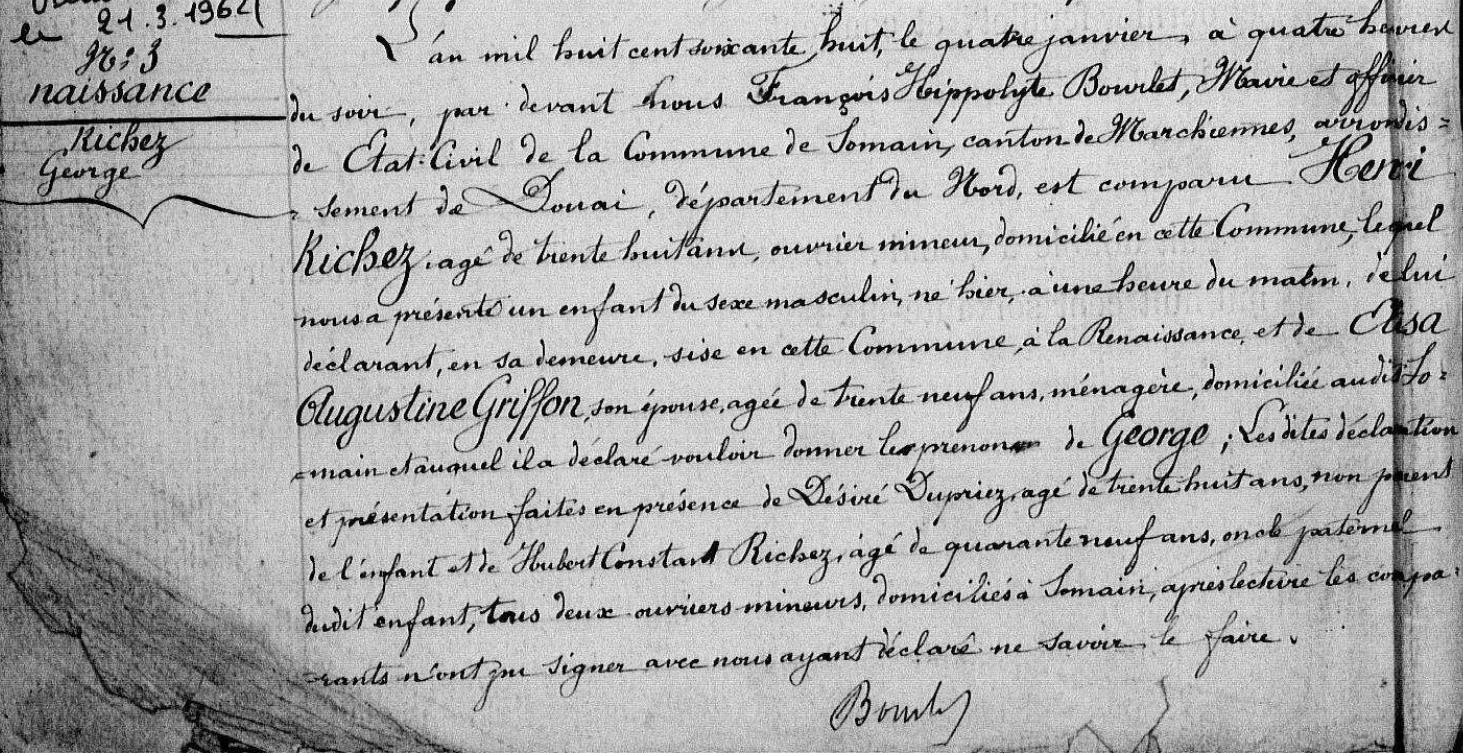
Acte de naissance.
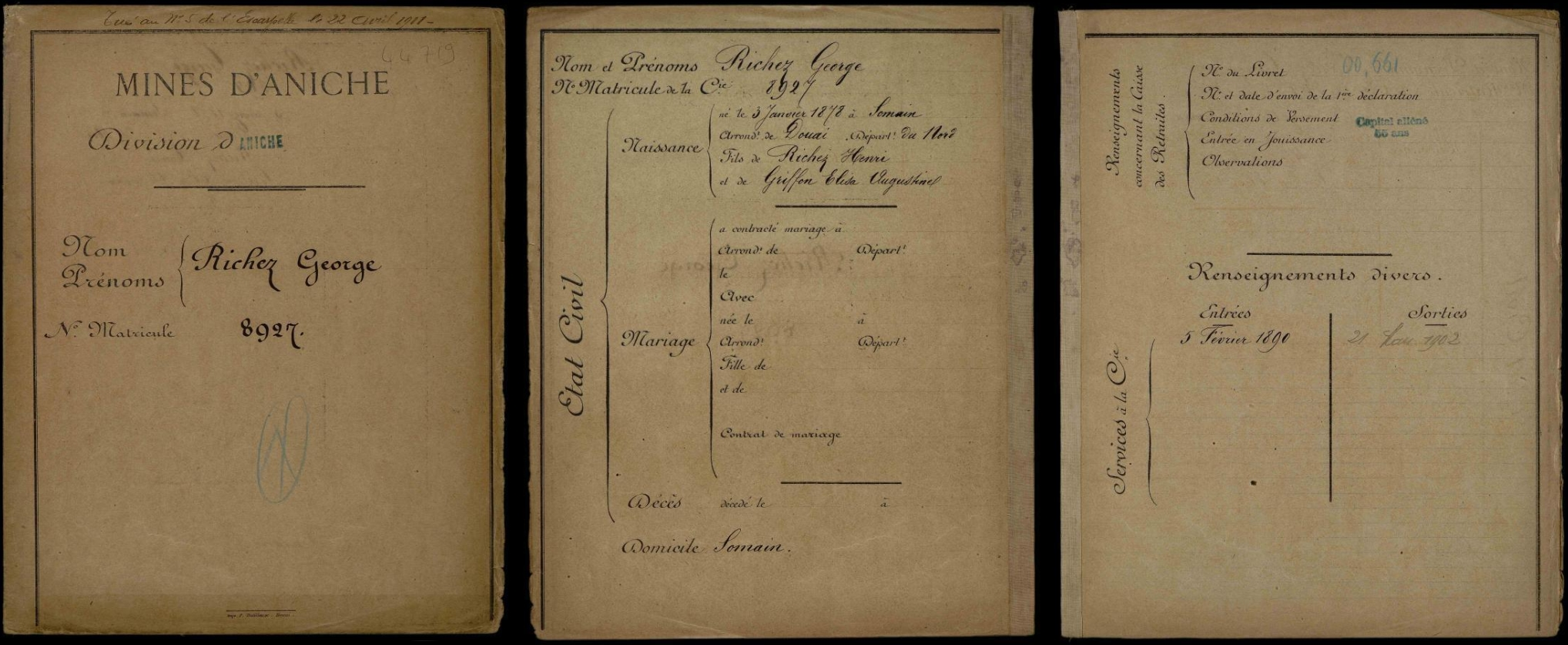
Dossier à la Compagnie des mines d'Aniche.
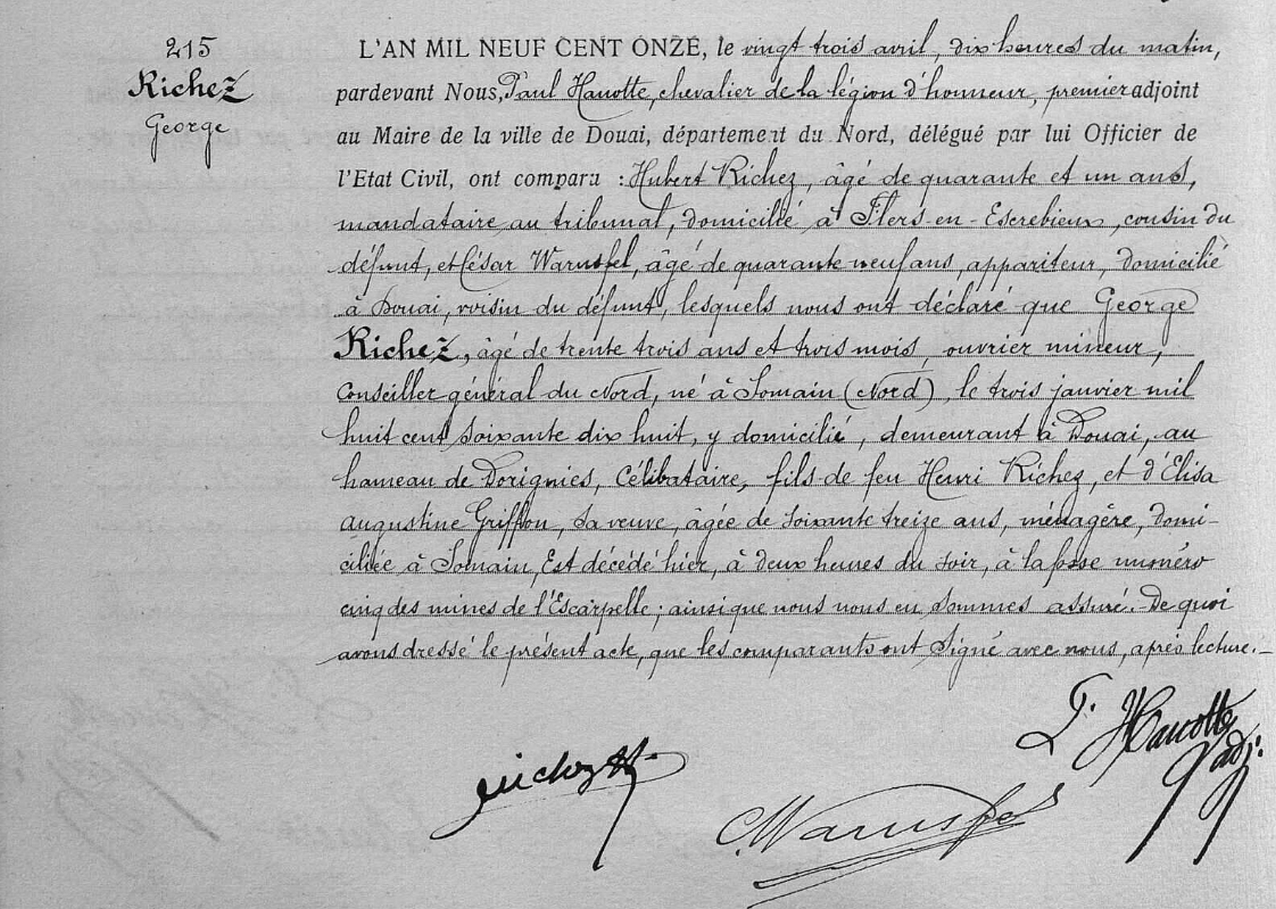
Acte de décès.
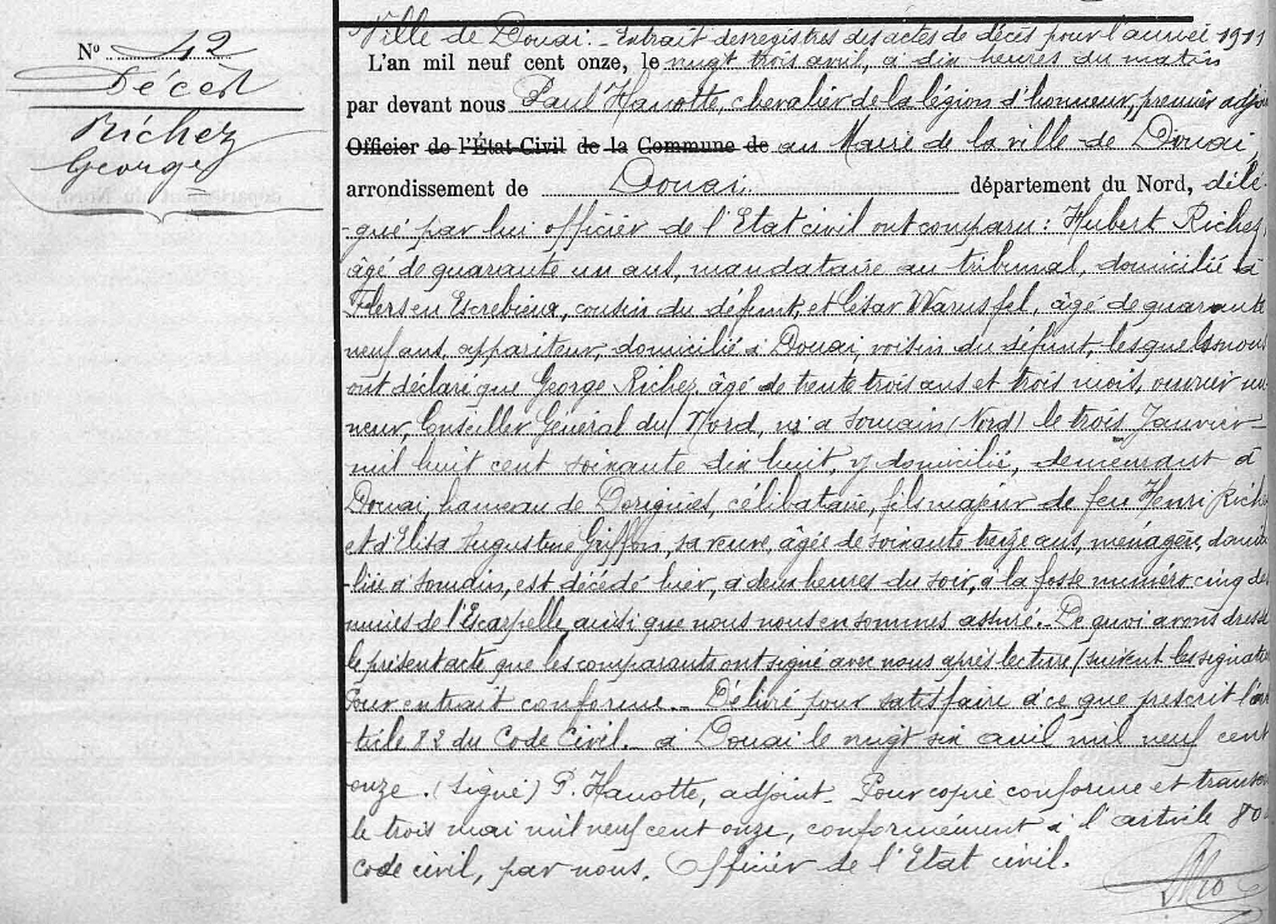
Transcription de l'acte de décès.